# Heinrich Reclam
Heinrich Reclam (* 30. Oktober 1910 in Leipzig; † 11. August 1984 in Stuttgart) war ein deutscher Verleger.

## Leben
Heinrich Reclam war ein Urenkel des Verlagsgründers Anton Philipp Reclam. Er studierte Germanistik, Philosophie und Volkswirtschaftslehre in Breslau, München und Leipzig und promovierte 1937 bei Hermann August Korff mit einer Dissertation über Die Gestalt des Paracelsus in der Dichtung zum Dr. phil. Danach folgte bei Gräfe & Unzer in Königsberg in Preußen eine Buchhändlerlehre, diese wurde durch Kriegsdienst und amerikanische Gefangenschaft unterbrochen. Als Heinrich Reclam im Dezember 1943 auf „Bomben-Urlaub“ nach Leipzig kam, lagen vor dem Geschäftshaus Berge grauer Papierasche, die man aus den leeren Fensterhöhlen auf die Straße geschaufelt hatte. Es waren in einer Nacht 9.000 Zentner fertiger Reclam-Bände verbrannt. Die auf mehr als 7500 Nummern ausgebaute universale Sammlung der Universalbibliothek bestand nicht mehr. Der Soldat Heinrich Reclam stand vor den rauchenden Trümmern des Familienunternehmens. Die Bombennacht vom 4. Dezember 1943 hatte Leipzigs berühmtes Graphisches Viertel in ein Ruinenfeld verwandelt.
Heinrich Reclam setzte seine Ausbildung 1946 in der Druckerei „F. Bruckmann“ in München fort und schloss sie 1948 als Volontär in der Herstellungsabteilung des Stuttgarter Georg Thieme Verlags ab. Bereits 1946 war Heinrich Reclam persönlich haftender Gesellschafter des Leipziger Stammhauses geworden. Sein Vater Philipp Ernst Reclam suchte in der amerikanischen Besatzungszone in Stuttgart einen neuen Verlagsstandort, gründete hier am 1. April 1947 nach Erteilung einer Lizenz durch die amerikanische Militärregierung die Reclam Verlag GmbH. 1948 verließ er dann – wie viele andere Verlegerkollegen vor ihm – Leipzig und übersiedelte mit Familie nach Stuttgart. 1950 machte Ernst Reclam das Stuttgarter Unternehmen zum neuen Stammsitz, während ihm die neue Führung der DDR verbot, Reclam Leipzig von Stuttgart aus zu leiten. Reclam Leipzig kam unter staatliche Verwaltung, der Verlag spaltete sich auf. Heinrich Reclam trat am 15. November 1948 ins Lektorat der Stuttgarter Firma ein, 1949 wurde er Geschäftsführer, 1953 persönlich haftender Gesellschafter und alleiniger Verlagsleiter.
Heinrich Reclam schwebte schon immer vor, die Universal-Bibliothek (UB) in Stuttgart wieder aufzubauen. Er setzte dieses Vorhaben konsequent ins Werk. Zwischen 1949 und 1953 wurden in Abständen von 1 bis 2 Monaten 44 Serien mit 360 Titeln der UB auf den Markt gebracht. 1959 erschien der 1000. Band des neuen Verlages. Zum 100. Geburtstag der Universal-Bibliothek im Jahr 1967 waren 1.120 Titel erhältlich. Seit 1978 leitete Heinrich Reclam den Umzug aus den zu klein gewordenen Räumlichkeiten in der Stuttgarter Mönchstraße in neue Gebäude in Ditzingen in die Wege, der 1980 abgeschlossen wurde.
Als Hobby betrieb Heinrich Reclam die Fotografie; für Reclams Kunstführer und Werkmonografien nahm er gerne selbst Bilder auf. Charakteristisch für Heinrich Reclam ist folgende Episode: Als er 1979 für das Buchmagazin als „Verleger-Persönlichkeit“ porträtiert werden sollte, wehrte er sich: „Wir leisten alle unsere Arbeit im Verlag als Team, aus dem ich mich nicht persönlich herausgehoben sehen möchte“. Und seine verlegerische Leistung sah er im Zusammenhang der Tradition: „Ich sehe mich nicht als Schöpfer, sondern als tätiger Erbe unseres Verlages.“
Als Heinrich Reclam am 11. August 1984 mit 73 Jahren starb, war die Universal-Bibliothek auf rund 2000 Titel angewachsen. Der Nachruf der FAZ am 14. August 1984 schließt mit folgenden Worten: „Noch in der Woche vor seinem Tode hatte er im Verlag gearbeitet: ein Verleger der Art, wie sie auszusterben beginnt – umfassend gebildet, ein Kenner des Metiers und ein ehrlich Kaufmann dazu. Was Thomas Mann 1928 in seiner Festrede zur Hundertjahrfeier des Verlags Philipp Reclam von diesem Berufsstand forderte, hatte Heinrich Reclam sehr wohl gehört und sich selber zur Maxime werden lassen: Geschäftssinn und strategische Geistfreundschaft auf glückliche Weise zu mischen.“ Ab 1985 ging die Geschäftsführung des Verlags an die Reclam Geschäftsführung GmbH über, geleitet von Dietrich Bode und Stefan Reclam-Klinkhardt, dem Adoptivsohn von Heinrich Reclam.